# São Fernando (Rio Grande do Norte)
São Fernando é um município brasileiro localizado na região do Seridó Potiguar, no estado do Rio Grande do Norte. Situado a 6°23' de latitude sul e 37°11' de longitude oeste, faz limite com Caicó ao leste, Jardim de Piranhas ao oeste, Jucurutu ao norte e Timbaúba dos Batistas, ao sul. São Fernando foi fundado em 1872, com o nome de Pascoal, possivelmente em referência a um monte localizado próximo à atual zona urbana. O povoado pertencia ao município de Caicó e era formado, em sua maioria, por pessoas carentes. Em 1 de junho de 1886, foi elevado à condição de Distrito de Paz e em 1953, tornou-se uma vila. A emancipação política ocorreu em 31 de dezembro de 1958, quando a Lei nº 2.333 transformou São Fernando em município independente, desmembrado do município de Caicó.
Localizada às margens do rio Seridó, São Fernando possui uma altitude média de 131 metros. Segundo estimativa do IBGE em 2024, sua população era de 3.600 habitantes, com uma densidade populacional de 8,9 hab./km².

## História
São Fernando foi fundado pelo Padre Francisco Rafael Fernandes em 1872, e tem como padroeira Nossa Senhora do Patrocínio.
Seu primeiro nome foi “Pascoal”, que remete ao Monte Pascoal, exibindo 266 metros de altitude próximo à sua sede, localizado nas terras de propriedade denominada Pascoal, então pertencente aos pais de seu fundador. A genitora do Padre Francisco Rafael Fernandes, na qualidade de proprietária das terras Pascoal, fez a doação de uma quadra (100 braças) à santa de sua devoção - Nossa Senhora do Patrocínio, mandando no mesmo ano erguer uma capela em sua homenagem. Há duas concepções quanto a origem do nome São Fernando, que veio substituir a Pascoal: uma atesta que esse nome provém da família do seu fundador - “Fernandes” e a outra afirma que foi uma homenagem a São Fernando, de quem o fundador do município cultuava admiração pelos seus méritos em toda sua vida de homem do povo e de Deus.
Entretanto, a primeira hipótese relacionada ao sobrenome Fernandes é a hipótese mais aceita e rica em embasamentos.

## Geografia

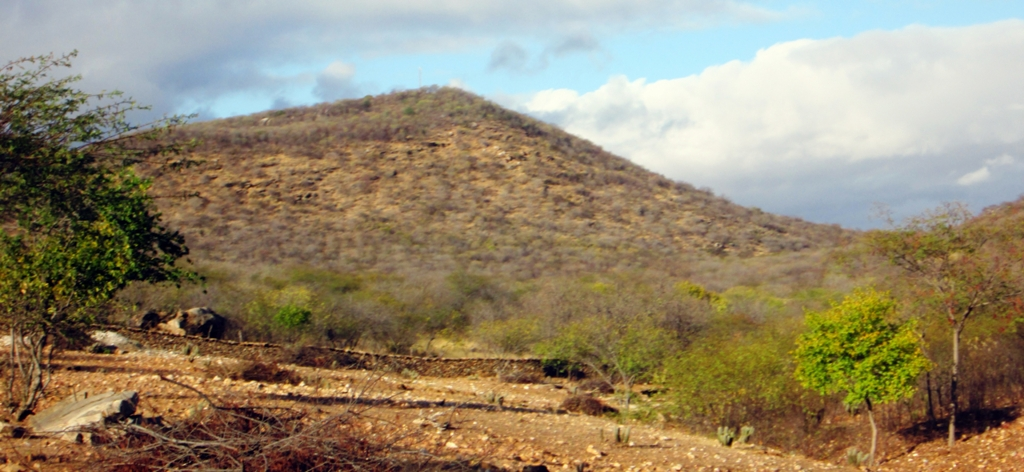
Com 266 metros de altitude o Monte Pascoal deu nome à cidade durante seus primeiros anos.

Com altitudes entre duzentos e quatrocentos metros, São Fernando está localizado na Depressão Sertaneja e Planalto da Borborema, possuindo alguns montes, serras menores e planícies. O Monte Pascoal é que fica mais próximo, localizado ao norte da cidade e tem 266 metros de altitude.
São Fernando está localizada entre os rios Seridó, que nasce na Serra dos Cariris e o Piranhas Açu, que banha boa parte da sua zona rural. O município ainda conta com uma dezena de pequenos e médios açudes, sendo a maioria privados. Todos os cursos d'água encontrados na cidade são de natureza intermitente, isto é, secam durante a seca. Entretendo, atualmente mantém-se a perenidade dos rios Seridó e Piranhas em baixo nível devido a existência de barragens e açudes em seu leito.
A vegetação predominante no município é a Caatinga Hipoxerófila, ou Caatinga Arbustiva. Esta formação vegetal recobre toda a porção centro-meridional do Estado. Tem por características a completa ausência de folhagem em grande parte da estação seca e a dificuldade de penetração em função de sua densidade. Segundo o Plano Nacional de Combate a Desertificação — PNCD, que define desertificação como a degradação da terra nas zonas áridas, semi-áridas e sub-úmidas secas, resultantes de fatores diversos tais como as variações climáticas, as atividades humanas e o uso excessivo do solo sem moderação. O município de São Fernando está inserido em área susceptível à desertificação em categoria Muito Grave, assim como toda a região Seridó onde o mesmo está inserido.
O clima de São Fernando é caracterizado tropical semiárido (do tipo Bsh segundo Köppen), com estação chuvosa entre os meses de janeiro a maio. A incidência de descargas elétricas é de 3.58 raios por km² Segundo dados da Empresa de Pesquisa Agropecuária do Rio Grande do Norte (EMPARN), desde 1962 o maior acumulado de chuva em 24 horas registrado no município foi de 213 mm em 6 de janeiro de 1994. Outros grandes acumulados foram 200 mm em 12 de abril de 1974, 148 mm em 23 de maio de 1995, 144 mm em 6 de julho de 1964, 139 mm em 10 de fevereiro de 1964, 135 mm em 21 de abril de 2011, 133 mm em 10 de abril de 2010, 127 mm em 25 de março de 2005, 126 mm em 2 de junho de 2004, 116 mm em 15 de março de 2015, 114 mm em 22 de janeiro de 1996, 108 mm em 20 de dezembro de 1972, 104,2 mm em 20 de abril de 1972 e 101 mm em 30 de março de 1965. Em abril de 1974 foi registrado maior volume de chuva em um mês, de 458,7 mm.
| Dados climatológicos para São Fernando | Dados climatológicos para São Fernando | Dados climatológicos para São Fernando | Dados climatológicos para São Fernando | Dados climatológicos para São Fernando | Dados climatológicos para São Fernando | Dados climatológicos para São Fernando | Dados climatológicos para São Fernando | Dados climatológicos para São Fernando | Dados climatológicos para São Fernando | Dados climatológicos para São Fernando | Dados climatológicos para São Fernando | Dados climatológicos para São Fernando | Dados climatológicos para São Fernando |
| Mês                                    | Jan                                    | Fev                                    | Mar                                    | Abr                                    | Mai                                    | Jun                                    | Jul                                    | Ago                                    | Set                                    | Out                                    | Nov                                    | Dez                                    | Ano                                    |
| -------------------------------------- | -------------------------------------- | -------------------------------------- | -------------------------------------- | -------------------------------------- | -------------------------------------- | -------------------------------------- | -------------------------------------- | -------------------------------------- | -------------------------------------- | -------------------------------------- | -------------------------------------- | -------------------------------------- | -------------------------------------- |
| Temperatura máxima média (°C)          | 33,4                                   | 33                                     | 32,3                                   | 31,5                                   | 30,5                                   | 29,2                                   | 29,3                                   | 29,9                                   | 31,5                                   | 32,9                                   | 33,3                                   | 33,5                                   | 31,7                                   |
| Temperatura média (°C)                 | 28                                     | 27,8                                   | 27,5                                   | 27,1                                   | 26,5                                   | 25,4                                   | 25,2                                   | 25,4                                   | 26,5                                   | 27,4                                   | 27,7                                   | 28                                     | 26,9                                   |
| Temperatura mínima média (°C)          | 22,7                                   | 22,7                                   | 22,7                                   | 22,7                                   | 22,5                                   | 21,7                                   | 21,1                                   | 21                                     | 21,5                                   | 21,9                                   | 22,2                                   | 22,6                                   | 22,1                                   |
| Precipitação (mm)                      | 52                                     | 122                                    | 199                                    | 173                                    | 76                                     | 35                                     | 26                                     | 5                                      | 2                                      | 3                                      | 6                                      | 30                                     | 729                                    |
| Fonte: Climate-data.org                |                                        |                                        |                                        |                                        |                                        |                                        |                                        |                                        |                                        |                                        |                                        |                                        |                                        |

## Política
A cidade fundada por Pe. Rafael Fernandes, teve desde a data da emancipação política até o ano de 2000 seu governo liderado por décadas por membros da família Fernandes, tendo sido José Josias Fernandes, o maior líder político da cidade, alcançando o título de deputado estadual. Além deste, a família elegeu por sucessivos anos para o cargo de prefeito municipal membros como Elias Fernandes, Railson Fernandes, Abemor Fernandes e Abemor Fernandes Júnior. Além dos cargos para prefeito, a família também ocupava e ocupa até os dias atuais, cadeiras na câmara de vereadores. No ano 2000 vence para prefeito Paulo Emídio de Medeiros, e nos anos posteriores a família Maia assume o poder, tendo Genilson Maia e Polion Maia, como gestores municipais. Nas eleições de 2020, Genilson Maia foi eleito novamente com 57.25% do voto.

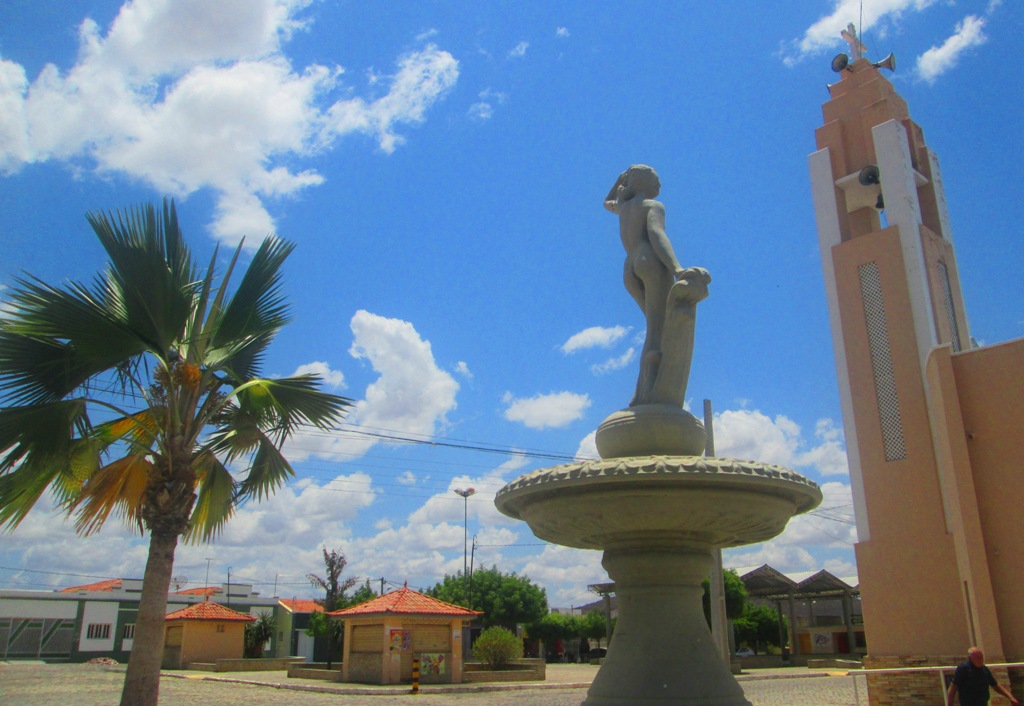
Aspecto de praça da cidade com torre principal da Igreja de Nossa Senhora do Patrocínio.